# Marguerite de Mantoue (1564-1618)
Marguerite de Mantoue, duchesse de Ferrare (27 mai 1564 – 6 janvier 1618) est une aristocrate italienne, fille de Guillaume de Mantoue et d'Éléonore d'Autriche (1534-1594), et sœur de Vincent Ier de Mantoue et d'Anne-Catherine de Mantoue. Elle est une importante mécène de la culture à Ferrare et à Modène. En 1601 et 1602, elle est régente du duché de Montferrat pendant l'absence de son frère, le duc de Mantoue et Montferrat, ainsi que régente de facto du duché de Mantoue et Montferrat entre la mort de son neveu Francesco IV Gonzaga, en 1612 et l'intronisation d'un nouveau duc.

## Biographie

### Enfance
Marguerite de Mantoue est née à Mantoue le 27 mai 1564. Elle est le deuxième enfant et la première fille de Guglielmo Gonzaga, duc de Mantoue et de l'archiduchesse Aliénor d'Autriche. Ses grands-parents paternels sont Federico II Gonzaga, duc de Mantoue et Margherita Paleologa, marquise régnante de Montferrat. Ses grands-parents maternels sont Ferdinand Ier, empereur du Saint-Empire et Anne de Bohême et de Hongrie. Elle tient son nom de sa grand-mère paternelle et de sa tante maternelle l'archiduchesse Barbara d'Autriche.
Elle grandit à la cour de Mantoue, avec son frère aîné, Vincenzo Gonzaga (futur duc de Mantoue et Montferrat) et sa sœur cadette, Anna Caterina Gonzaga (future archiduchesse d'Autriche et comtesse de Tyrol). Son éducation comprend le strict respect des pratiques religieuses, elle étudie aussi la littérature et le latin et, plus tard, écrit des livres dans cette langue. Sous l'influence de son père, mélomane et compositeur, la princesse apprend à jouer des instruments de musique, à chanter et à danser.

### Mariage avec Alfonso II d'Este
En 1578, le duc Guglielmo Gonzaga entame des négociations pour un mariage entre sa fille Margherita, âgée de 14 ans, et Alfonso II d'Este, âgé de 45 ans, duc de Ferrare, Modène et Reggio. Avec cette union, le duc de Mantoue espère rétablir l'alliance politique entre les maisons de Gonzague et d'Este et créer une coalition avec les maisons de Savoie et de Farnèse contre la maison de maison des Médicis, dont le chef a reçu de l'empereur le titre de Grand-Duc.
Alphonse II d'Este est deux fois veuf et sans héritier. Une bulle papale de 1567 interdisant  aux enfants illégitimes d'être investis dans les fiefs de l'Église, il craint que sa famille ne perde le duché de Ferrare, et décide de contracter un troisième mariage pour s'assurer un héritier,.
Le mariage est célébré le 24 février 1579 par célébration à Mantoue. Marguerite de Mantoue entre solennellement à Ferrare le 27 mai de la même année, accompagnée d'un cortège conduit par son frère. Elle est accueillie par les courtisans du duc avec des torches allumées et des emblèmes représentant une flamme et la devise en latin « Ardet aeternum » (Puisse-t-elle brûler pour toujours), qui rappelle la promesse du duc à sa jeune femme de l'aimer pour toujours.

#### Encouragement des arts
À la cour de Ferrare, Marguerite de Mantoue parraine des poètes, des peintres et des musiciens. Elle prend des leçons de musique auprès du maître de chapelle Ippolito Fiorini. En partie pour plaire à son épouse de quatorze ans, le duc Alphonse II réorganise le concerto delle donne, composé alors de courtisans chanteurs amateurs, le transformant en un ensemble de chambre de chanteurs, chanteuses et interprètes professionnels. L'ensemble se compose de trois sopranos : Laura Peverara, Livia d'Arco, Anna Guarini et Vittoria Bentivoglio (en). Elles sont accompagnées de Giulio Cesare Brancaccio (en), Luzzasco Luzzaschi et Ippoloto Fiorini,.
En janvier 1582, Marguerite de Mantoue donne un bal au cours duquel elle danse avec onze autres femmes, dont la moitié sont vêtues d'habits d'homme. Le bal est donné deux fois, avec et sans masques, les danses étant accompagnées de chants et d'une exécution musicale du concerto delle donne. Ce ballet exclusivement féminin est appelé balletto delle donne ; il se produit non seulement aux bals de la duchesse, mais aussi lors d'autres événements, comme le mariage du compositeur Carlo Gesualdo, prince de Venosa et Eleonora d'Este en 1594 et celui de la soprano Laura Peverara. La chorégraphie est désormais préparée et répétée et fait souvent appel au travestissement des femmes. Marguerite de Mantoue est très impliquée, elle y danse elle-même.
Parmi les poètes de la cour de Marguerite de Mantoue se trouvent la chanteuse et poétesse Tarquinia Molza et Torquato Tasso (dit Le Tasse) qui lui dédient leurs œuvres. Luca Marenzio, le maître de chapelle du cardinal Luigi d'Este lui dédie plusieurs madrigaux, dont  « Lucida perla », sur un texte de Giovanni Battista Guarini pour son mariage et « O verdi selvi » avec un texte du Tasse.
Marguerite de Mantoue prend également une part active aux loisirs de son mari. Ensemble, ils voyagent, chassent et pêchent. Elle fréquente le théâtre local et accueille des acteurs à la cour. Elle a une passion particulière pour les chiens qu'elle élève en grand nombre.
Plus tard, elle s'investit davantage dans les actions charitables et fonde, notamment, l'orphelinat de Sainte Marguerite à Ferrare, pour le maintien duquel une taxe spéciale sur le commerce du pétrole est  introduite dans le duché de Ferrare.

### Veuvage
Malgré son souhait, le troisième mariage d'Alphonse II reste, comme les précédents, sans enfants. Alphonse II tente vainement d'éviter l'annexion du duché de Ferrare, fief des États pontificaux. Il désigne finalement son cousin Cesare d'Este. Si la légitimité de la succession est reconnue par l'empereur Rodolphe II du Saint-Empire, le pape Clément VIII ne reconnaît pas Cesare d'Este comme héritier d'Alphonse II.
Alphonse II meurt le 27 octobre 1597. Le 28 janvier 1598, le duché de Ferrare est officiellement incorporé aux États pontificaux et la cour ducale déménage à Modène. Cependant, la plupart des biens meubles du palais ducal de Ferrare et du jardin adjacent restent la propriété de la maison d'Este et passent à Marguerite de Mantoue qui est la duchesse douairière. Elle hérite également, par testament, de 200 000 ducats à la fois et une rente de 4 000 ducats par an. Le 20 décembre 1597, elle quitte Ferrare et retourne à Mantoue, accompagnée d'une suite envoyée par son frère, Vincent Ier de Mantoue, duc de Mantoue et de Montferrat. À la cour de Vincenzo, elle porte le titre de « Dame très sereine de Ferrare » (Serenissima Signora di Ferrara). En juin 1601, son frère la nomma régente du duché de Montferrat, avant d'entrer en guerre contre l'empire ottoman en Hongrie. Cette position lui permet de montrer ses talents politiques. Pendant ce temps, agissant au nom de son frère, elle entame des négociations secrètes pour le mariage de son neveu Francesco IV Gonzaga, prince héréditaire de Mantoue et de la princesse Marguerite de Savoie, fille aînée de Charles Emmanuel Ier, duc de Savoie. Le mariage est conclu en 1608.

### Retour à Mantoue
Fin 1601, Marguerite retourna à Mantoue. De juin à octobre 1602, elle exerce à nouveau les fonctions de régente de Montferrat.
La duchesse douairière continue à faire des œuvres caritatives à Mantoue. En 1599, à la périphérie de Borre, elle fonde un couvent pour les femmes du Tiers-Ordre franciscain. En 1602, elle aide les Théatins à s'installer. En 1603, elle fonde un nouveau monastère pour des femmes du Tiers-Ordre franciscain, lui attribuant un entretien de 25 000 ducats. Elle fait construire l'église de Sant' Orsola (it) par Antonio Maria Viani, la construction s'achève en 1608, et elle fait aussi appel à Domenico Fetti qui réalise différentes œuvres pour la décoration de l’église et du couvent, comme deux vastes lunettes représentant la Multiplication des pains et des poissons et Marguerite Gonzaga recevant le modèle de l’église de Sant’Orsola d’Antonio Maria Viani, sans doute réalisés aussitôt après sa mort.
Le 21 octobre 1608, la duchesse douairière s'installa dans un monastère adjacent à l'église, mais sans prononcer de vœux religieux. Avec elle, l'église de Sant'Orsola devient un lieu où les princesses de la maison de Gonzague et les filles des familles aristocratiques locales reçoivent une bonne éducation. Elle continue également à fréquenter des artistes femmes, comme l'artiste et nonne Lucrina Fetti dont les tableaux vont orner l'église et le couvent. Marguerite de Mantoue rassemble d'ailleurs une grande collection de peintures, qui comprend des œuvres d'Antonio Maria Viani, Ludovico Carracci, Parmigianino, Francesco Francia, Domenico Fetti et de bien d'autres,.
Durant les dernières années de sa vie, Marguerite de Mantoue se consacre davantage à la prière, mais reste très attentive à la situation politique du duché de Mantoue. Le 9 février 1612, son frère le duc Vincenzo meurt et est remplacé par son fils aîné Francesco IV Gonzaga, qui meurt de la variole après quatre ans, le 22 décembre 1612, quelques semaines seulement après la mort de son fils unique, Ludovico âgé de 17 mois, également de la variole. Marguerite de Mantoue devient régente des duchés de Mantoue et Montferrat jusqu'à l'arrivée de son autre neveu, le cardinal Ferdinando Gonzaga, qui renonce à ses titres ecclésiastiques pour devenir le nouveau duc de Mantoue. À la suite du bannissement de la veuve de Ferdinando IV Gonzaga, Marguerite de Savoie, à la suite d'une guerre de succession, le nouveau duc confie à sa tante Marguerite de Mantoue la garde de l'unique enfant survivant de Francesco IV, Maria Gonzaga, 3 ans, héritière légitime du duché de Montferrat.
Marguerite Barbara Gonzage meurt à Mantoue le 8 janvier 1618, à l'âge de 53 ans. Elle est inhumée dan l'église de San'Orsola. En sa mémoire, une épitaphe est publiée avec des poètes qui l'ont connue.

## Mécénat
Giovanni Battista Guarini lui dédicace un texte pour son mariage : le Concerto delle donne. Jean Bahuet (1552 circa–1597) est l'auteur de son portrait. Avec son époux, elle est le mécène de Jacques de Wert, Luzzasco Luzzaschi et de Tarquinia Molza.